# Andorra MoraBanc Clàssica
De Andorra MoraBanc Clàssica is een Andorrese eendagswielerwedstrijd die voor het eerst plaatsvond in 2025 en dat jaar werd gewonnen door de Deen Mattias Skjelmose. De wedstrijd is gelijk sinds de eerste editie onderdeel van de UCI Europe Tour.

## Lijst van winnaars

### Overwinningen per land
| Overwinningen | Land       |
| ------------- | ---------- |
| 1             | Denemarken |